# Галантерник Володимир Ілліч
Галантерник Володимир Ілліч (нар. 19 грудня 1969, Одеса, УРСР) — український бізнесмен, мільйонер, рантьє, фігурант кількох кримінальних справ. Один із найзначніших кримінальних авторитетів Одеси, партнер мера Одеси Геннадія Труханова.

## Життєпис
Володимир Галантерник народився 19 грудня 1969 року в Одесі. Про ранні роки та приватне життя відомо мало, офіційно він не має жодного бізнесу чи посади, всіма активами володіє через посередників. У 1990-х роках Труханов і Галантерник були членами угруповання Олександра Ангерта на прізвисько «Ангел».
2010 року статки Галантерника оцінювали у $75 млн, 2018 — у $155 млн, 2019 — у $178 млн. З 2011 року живе в Лондоні.

### Бізнес
З початку 1990-х володів магазином «Лампочка» в центрі Одеси, до 2011 року керував наглядовою радою Соцкомбанку, до моменту його банкрутства. Галантерник також через компанію «Фреш експорт ЛТД» контролює одеський ринок Привоз, 7-й кілометр, також має частку в ТЦ «City Center» в Київському районі Одеси та зоні відпочинку «Аркадія Сіті», є власником готелю De Paris біля пам'ятника Дюку Рішельє, «Hotel de Paris Odessa MGallery». Один із власників Аркадія сіті Олег Дегтярьов, керівник лондонської юридичної фірми, яка керує компанією дружини Галантерника «Абракадабра».
Був арбітражним керівником майна «Чорноморського морського пароплавства», що на момент початку його роботи мало 300 кораблів та більше тисячі допоміжних суден, кілька портів і ремонтних заводів, на підприємстві працювало до 80 тис. осіб. За час діяльності Галантеринка, підприємством було утилізовано й продано на металобрухт дві третини судів, а саме підприємство доведено до банкрутства. 2006 року у власності підприємства залишалося 2 кораблі та борг у 50 млн грн.
З 2008 року займається будівництвом, будівельні компанії оформлюються на інші імена. Фірма «Прогрес-Буд», якою через посередників володів Галантерник, займалася будівництвом ЖК «Золотий берег» в Одесі, але будівництво було заморожено, після чого понад 500 інвесторів не отримали своїх квартир. Згодом компанію було доведено до банкрутства.
Галантерник є співвласником групи «Рост», однієї з найвпливовіших фінансових груп Одеси. Нею також займаються російсько-британський мільйонер Олександр Жуков та Геннадій Труханов. 2013—2014 року підприємство Аркадія-Сіті, що належить до групи, де Галантерник є співвласником, отримала у керівництво Центральну алею Аркадії.
2013 року міськрада Одеси ухвалила рішення щодо продажу землі під «Привозом» а 2014 року офшор Галантерника став власником землі площею майже 4 гектари ціною 40 млн грн з розстрочкою на п'ять років.

### Політика
Депутат Одеської обласної ради V скл. від партії Наша Україна, невдало балотувався у народні депутати України.

## Розслідування
Галантерник — фігурант справи щодо легалізації незаконно отриманих доходів та про незаконне заволодіння активами територіальної громади Одеси на 689 млн грн.
Влітку 2020 року НАБУ проводило обшуки в Одесі у справі про махінації міської ради. У справі фігурують Геннадій Труханов і Галантерник. Обшуки провели у Галантерника, Труханова та його заступника Павла Вугельмана.
6 жовтня 2021 року генпрокурор Ірина Венедіктова заявила про викриття схеми розкрадання землі в Одесі, що завдало збитків бюджету Одеси у 533 млн грн. Підозри в межах справи отримали Труханов, колишній прокурор Одеської області Олег Жученко, заступник міського голови Одеси Олег Бриндак, директор юридичного департаменту міськради Інна Поповська та Володимир Галантерник. Загалом у справі фігурувало 16 осіб.
2 листопада Володимира було оголошено в розшук. 9 грудня суд заочно заарештував Галантерника.

## Сім'я
- Друга дружина — Наталія Зінько (з 1998), дизайнерка одяга та ювелірних виробів, власниця брендів «Natasha Zinko» і «Abrakadabra».
- Син Іван Галантерник (нар. 2008)
- Донька Марія (нар. 1996) від першого шлюбу, живе в Лондоні, займається готельним бізнесом